# Donna che piange
Donna che piange è un dipinto (60×49 cm, olio su tela) realizzato nel 1937 dal pittore spagnolo Pablo Picasso e conservato nella galleria Tate Modern (Londra).
Dopo aver realizzato il celebre Guernica, Picasso decise di riprendere il particolare della figura urlante a sinistra del dipinto e riproporlo in più versioni; una di esse è la Donna che piange. Pur conservando la carica drammatica e violenta di Guernica, questo ritratto, raffigurante un soggetto femminile colto nell'attimo di mordere un fazzoletto in segno di dolore, presenta colori accesi e forti contrasti cromatici.